# Residència dels metropolitans de Bucovina i Dalmàcia
La Residència dels metropolitans de Bucovina i Dalmàcia a Ucraïna és un edifici construït entre els anys 1864 - 1882 per l'arquitecte txec Josef Hlávka. L'edifici, que s'utilitza com a residència i com a seu de la Universitat de Chernivtsi fou declarat Patrimoni de la Humanitat per la Unesco el 2011.